# 约亚夫·加兰特
约亚夫·加兰特（希伯來語：‎，羅馬化：Yŵʾåb Ġålan°ṭ°；1958年11月8日—）是以色列政治人物、以色列國防軍退役少將，前任國防部長、以色列戰時內閣前閣員。
他生於雅法，父母是波兰犹太移民。他的母亲是護士，也是猶太大屠杀幸存者，1948年來到以色列；父親曾是游擊隊隊員，二戰期間在乌克兰和白俄罗斯的森林中与纳粹作战，同樣於1948年來到以色列。1948年阿拉伯-以色列戰爭期間，约阿夫·加兰特的的父親曾加入吉瓦提步兵旅。
在加兰特年轻時候，全家就搬到了吉夫阿塔伊姆，他後來获得海法大学商业和财务管理学士学位。加兰特曾擔任以色列國防軍南方司令部司令。2015年1月进入政坛，加入庫拉努黨。当选以色列國會議員后，他出任建设部部长。2018年底，他加入利库德集团。加蘭特还當过回归与融合部长以及教育部长。2022年，加兰特出任以色列國防部部長。2023年3月，以色列總理內塔尼亞胡因加兰特反对其推行的2023年以色列司法改革而将其解职，但是引发数十万以色列人抗议，內塔尼亞胡又讓加蘭特官復原職。
2024年5月20日，国际刑事法院检察官卡里姆·艾哈迈德汗申請對加蘭特的逮捕令。以哈戰爭期間，加兰特支持尽快达成加沙地帶停火和人员交换协议，若戰爭停止，也不應該繼續佔領费城走廊，并以此与总理内塔尼亚胡产生分歧。11月5日，加兰特被总理内塔尼亚胡免去国防部长职务。11月21日，国际刑事法院对加兰特发出逮捕令。